# Lobohalacarus bucharensis
Lobohalacarus bucharensis is een mijtensoort uit de familie van de Halacaridae. De wetenschappelijke naam van de soort is voor het eerst geldig gepubliceerd in 1967 door Jankovskaja.